# Priotyrannus megalops
Priotyrannus megalops là một loài bọ cánh cứng trong họ Cerambycidae.